# Drogheda United FC
Drogheda United FC är en irländsk fotbollsklubb från Drogheda. I sin nuvarande form bildades klubben 1975 genom en sammanslagning av Drogheda United FC, grundad 1919, och Drogheda FC, grundad 1962. Laget spelar sina hemmamatcher på United Park, med kapacitet för 5 400 åskådare. Bland meriterna finns en seger i FAI Cup, den inhemska irländska cupen, från 2005.

## Meriter
- League of Ireland mästare: 1 (2007)[2]
- Cupmästare: 2 (2005, 2024)[3]

## Placering tidigare säsonger
| Säsong | Nivå | Liga             | Placering | Referens | Kommentar                             |
| ------ | ---- | ---------------- | --------- | -------- | ------------------------------------- |
| 2003   | 1    | Premier Division | 8         | [ 4 ]    |                                       |
| 2004   | 1    | Premier Division | 4         | [ 5 ]    |                                       |
| 2005   | 1    | Premier Division | 4         | [ 6 ]    | Cup mästere 2005                      |
| 2006   | 1    | Premier Division | 3         | [ 8 ]    |                                       |
| 2007   | 1    | Premier Division | 1         | [ 9 ]    |                                       |
| 2008   | 1    | Premier Division | 8         | [ 10 ]   |                                       |
| 2009   | 1    | Premier Division | 9         | [ 11 ]   |                                       |
| 2010   | 1    | Premier Division | 10        | [ 12 ]   |                                       |
| 2011   | 1    | Premier Division | 9         | [ 13 ]   |                                       |
| 2012   | 1    | Premier Division | 2         | [ 14 ]   |                                       |
| 2013   | 1    | Premier Division | 8         | [ 15 ]   |                                       |
| 2014   | 1    | Premier Division | 9         | [ 16 ]   |                                       |
| 2015   | 1    | Premier Division | 12        | [ 17 ]   | Nedflyttad till First Division 2016   |
| 2016   | 2    | First Division   | 2         | [ 18 ]   | Uppflyttad till Premier Division 2017 |
| 2017   | 1    | Premier Division | 12        | [ 19 ]   | Nedflyttad till First Division 2018   |
| 2018   | 2    | First Division   | 4         | [ 20 ]   |                                       |
| 2019   | 2    | First Division   | 2         | [ 21 ]   |                                       |
| 2020   | 2    | First Division   | 1         | [ 22 ]   | Uppflyttad till Premier Division 2021 |
| 2021   | 1    | Premier Division | 7         | [ 23 ]   |                                       |
| 2022   | 1    | Premier Division | 8         | [ 24 ]   |                                       |
| 2023   | 1    | Premier Division | 7         | [ 25 ]   |                                       |
| 2024   | 1    | Premier Division | 9         | [ 26 ]   | Cup mästere 2024                      |

### Fotnoter
1. ↑  ”Local soccer clubs merge to form new Drogheda United”. Drogheda Independent. 31 juli 1975. http://www.independent.ie/regionals/droghedaindependent/lifestyle/local-soccer-clubs-merge-to-form-new-drogheda-united-27166586.html. Läst 16 maj 2012.
2. ↑  http://www.rsssf.com/tablesi/ierchamp.html
3. ↑  http://www.rsssf.com/tablesi/iercuphist.html
4. ↑  http://www.rsssf.com/tablesi/ier03.html
5. ↑  http://www.rsssf.com/tablesi/ier04.html
6. ↑  http://www.rsssf.com/tablesi/ier05.html
7. ↑  http://www.rsssf.com/tablesi/iercup05.html
8. ↑  http://www.rsssf.com/tablesi/ier06.html
9. ↑  http://www.rsssf.com/tablesi/ier07.html
10. ↑  http://www.rsssf.com/tablesi/ier08.html
11. ↑  http://www.rsssf.com/tablesi/ier09.html
12. ↑  http://www.rsssf.com/tablesi/ier2010.html
13. ↑  http://www.rsssf.com/tablesi/ier2011.html
14. ↑  http://www.rsssf.com/tablesi/ier2012.html
15. ↑  http://www.rsssf.com/tablesi/ier2013.html
16. ↑  http://www.rsssf.com/tablesi/ier2014.html
17. ↑  http://www.rsssf.com/tablesi/ier2015.html
18. ↑  http://www.rsssf.com/tablesi/ier2016.html#first
19. ↑  http://www.rsssf.com/tablesi/ier2017.html
20. ↑  http://www.rsssf.com/tablesi/ier2018.html#first
21. ↑  http://www.rsssf.com/tablesi/ier2019.html#first
22. ↑  http://www.rsssf.com/tablesi/ier2020.html#first
23. ↑  http://www.rsssf.com/tablesi/ier2021.html
24. ↑  http://www.rsssf.com/tablesi/ier2022.html
25. ↑  http://www.rsssf.com/tablesi/ier2023.html
26. ↑  http://www.rsssf.com/tablesi/ier2024.html
27. ↑  http://www.rsssf.com/tablesi/iercup24.html